# 시베리아 국립 레셰트노바 항공우주 대학교
시베리아 국립 항공 우주 대학교(러시아어: Сибирский государственный аэрокосмический университет имени академика М. Ф. Решетнёва, СибГАУ)는 러시아의 대학교이다.